# Campeonato Citadino de Gravataí de 2013 - Categoria Especial de Amadores
O Campeonato Citadino de Gravataí de 2013 - Categoria Especial de Amadores, mais conhecido como Campeonato Municipal de Gravataí, é uma competição amadora de futebol do município de Gravataí. Ela é organizado pela Liga Gravataiense de Futebol com o apoio da Prefeitura de Gravataí, através da Secretaria de Esporte e Lazer (SMEL).
Os dois times rebaixados para o Campeonato Citadino de Gravataí de 2014 - Categoria Acesso de Amadores são o Barnabé e o Atlético do Vale.

## Fase Classificatória
Ocorreu entre os dias 21 de abril e 28 de julho.
| Tabela de Classificação | Tabela de Classificação | Tabela de Classificação | Tabela de Classificação | Tabela de Classificação | Tabela de Classificação | Tabela de Classificação | Tabela de Classificação | Tabela de Classificação | Tabela de Classificação |
| Pos                     | Times                   | Pts                     | J                       | V                       | E                       | D                       | GP                      | GC                      | SG                      |
| ----------------------- | ----------------------- | ----------------------- | ----------------------- | ----------------------- | ----------------------- | ----------------------- | ----------------------- | ----------------------- | ----------------------- |
| 1                       | Vila Branca             | 20                      | 9                       | 6                       | 2                       | 1                       | -                       | -                       | -                       |
| 2                       | Gravataí F.C.           | 19                      | 9                       | 6                       | 1                       | 2                       | -                       | -                       | -                       |
| 3                       | Três Estrelas           | 19                      | 9                       | 6                       | 1                       | 2                       | -                       | -                       | -                       |
| 4                       | Unidos da Vila          | 15                      | 9                       | 4                       | 3                       | 2                       | -                       | -                       | -                       |
| 5                       | Bagé                    | 14                      | 9                       | 4                       | 2                       | 3                       | -                       | -                       | -                       |
| 6                       | União V.U.              | 12                      | 9                       | 3                       | 3                       | 3                       | -                       | -                       | -                       |
| 7                       | Gravataiense            | 10                      | 9                       | 2                       | 4                       | 3                       | -                       | -                       | -                       |
| 8                       | Parceiros do Rincão     | 10                      | 9                       | 2                       | 4                       | 3                       | -                       | -                       | -                       |
| 9                       | Caveirense              | 5                       | 9                       | 1                       | 2                       | 6                       | -                       | -                       | -                       |
| 10                      | Clube Atlético Nacional | 0                       | 9                       | 0                       | 0                       | 0                       | -                       | -                       | -                       |
| 11                      | Atlético do Vale        | -                       | -                       | -                       | -                       | -                       | -                       | -                       | -                       |
| 12                      | Barnabé                 | -                       | -                       | -                       | -                       | -                       | -                       | -                       | -                       |

## Fase Final
|  | Quartas-de-final 04 de agosto | Quartas-de-final 04 de agosto | Quartas-de-final 04 de agosto |               |                | Semifinais 1 de setembro | Semifinais 1 de setembro | Semifinais 1 de setembro |  |  | Final 08 de setembro | Final 08 de setembro | Final 08 de setembro | Final 08 de setembro | Final 08 de setembro |
|  |                               |                               |                               |               |                |                          |                          |                          |  |  |                      |                      |                      |                      |                      |
|  | A1                            | Vila Branca                   | 4                             |               |                |                          |                          |                          |  |  |                      |                      |                      |                      |                      |
|  | B4                            | Parceiros do Rincão           | 0                             |               |                |                          |                          |                          |  |  |                      |                      |                      |                      |                      |
|  | B4                            | Parceiros do Rincão           | 0                             |               | B4             | Vila Branca              | 1                        |                          |  |  |                      |                      |                      |                      |                      |
|  |                               |                               |                               |               | B4             | Vila Branca              | 1                        |                          |  |  |                      |                      |                      |                      |                      |
|  |                               | B2                            | Bagé                          | 2             |                |                          |                          |                          |  |  |                      |                      |                      |                      |                      |
|  | B2                            | B2                            | Bagé                          | 2             | Unidos da Vila | 0                        |                          |                          |  |  |                      |                      |                      |                      |                      |
|  | B2                            |                               |                               |               | Unidos da Vila | 0                        |                          |                          |  |  |                      |                      |                      |                      |                      |
|  | A3                            | Bagé                          | 1                             |               |                |                          |                          |                          |  |  |                      |                      |                      |                      |                      |
|  |                               |                               |                               |               |                |                          |                          |                          |  |  | B4                   | Bagé                 | 1                    |                      |                      |
|  |                               |                               | B1                            | Três Estrelas | 1              |                          |                          |                          |  |  |                      |                      |                      |                      |                      |
|  | A2                            | Gravataí F.C.                 | 0                             |               |                |                          |                          |                          |  |  |                      |                      |                      |                      |                      |
|  | B3                            | Gravataiense                  | 1                             |               |                |                          |                          |                          |  |  |                      |                      |                      |                      |                      |
|  | B3                            | Gravataiense                  | 1                             |               | A2             | Gravataiense             | 0                        |                          |  |  |                      |                      |                      |                      |                      |
|  |                               |                               |                               |               | A2             | Gravataiense             | 0                        |                          |  |  |                      |                      |                      |                      |                      |
|  |                               | B1                            | Três Estrelas                 | 2             |                |                          |                          |                          |  |  |                      |                      |                      |                      |                      |
|  | B1                            | B1                            | Três Estrelas                 | 2             | Três Estrelas  | 2                        |                          |                          |  |  |                      |                      |                      |                      |                      |
|  | B1                            |                               |                               |               | Três Estrelas  | 2                        |                          |                          |  |  |                      |                      |                      |                      |                      |
|  | A4                            | União V.U.                    | 0                             |               |                |                          |                          |                          |  |  |                      |                      |                      |                      |                      |

- Final

| 8 de setembro | Três Estrelas | 1 – 1 | Bagé      | Vieirão              |
|               | Santiago      |       | Luquinhas | Árbitro: Márcio Rosa |

O Três Estrelas venceu nos penaltis 
 08 de setembro.

## Premiação
| Campeonato Citadino de Gravataí de 2013 Categoria Especial de Amadores |
| ---------------------------------------------------------------------- |
| Três Estrelas Campeão (10º título)                                     |